# Xã Hermitage, Quận Hickory, Missouri
Xã Hermitage (tiếng Anh: Hermitage Township) là một xã thuộc quận Hickory, tiểu bang Missouri, Hoa Kỳ. Năm 2010, dân số của xã này là 1.136 người.